# Drouges
Drouges (bret. Drougez) – miejscowość i gmina we Francji, w regionie Bretania, w departamencie Ille-et-Vilaine.
Według danych na rok 1990 gminę zamieszkiwało 397 osób, a gęstość zaludnienia wynosiła 34 osoby/km² (wśród 1269 gmin Bretanii Drouges plasuje się na 887. miejscu pod względem liczby ludności, natomiast pod względem powierzchni na miejscu 776.).